# أليكس هال (لاعب كرة قدم أمريكية)

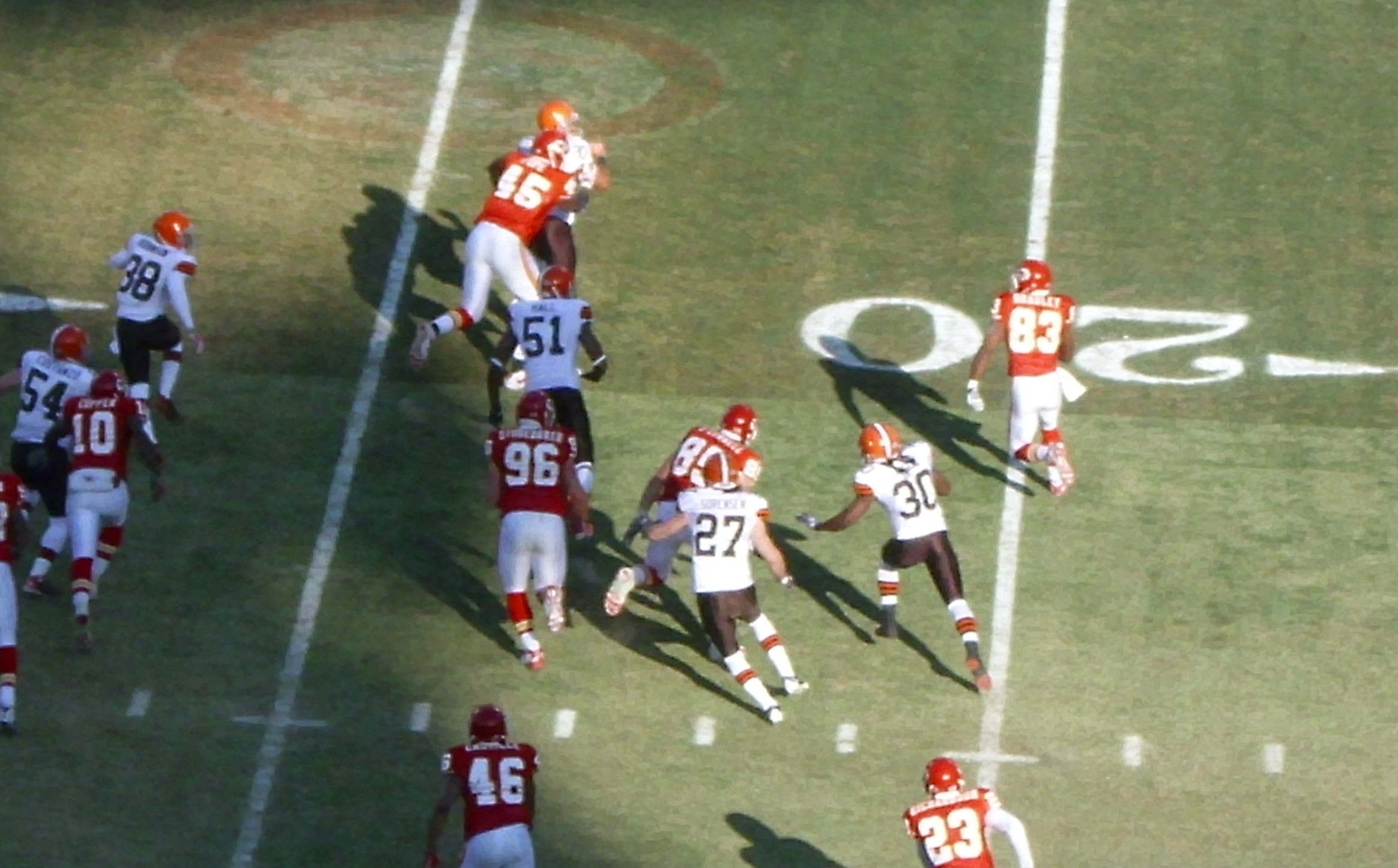
مارك برادلي يركض خلف الكرة

أليكس هال (بالإنجليزية: Alex Hall) هو لاعب كرة قدم أمريكية أمريكي، ولد في 17 أغسطس 1985 في غليناردين في الولايات المتحدة.

## وصلات خارجية
- أليكس هال على موقع مرجع كرة القدم المحترفة.كوم (الإنجليزية)